# Apistus carinatus
Genre
Espèce
Apistus est un genre monotypique de poissons marins à nageoires rayonnées appartenant à la sous-famille des Apistinae, également appelés poissons-scorpions guêpes, qui fait partie de la famille des Scorpaenidae, regroupant les poissons-scorpions et leurs proches. Sa seule espèce est Apistus carinatus, connue sous les noms communs de poisson-guêpe ocellé, poisson-guêpe barbu, poisson-guêpe à longues nageoires ou poisson cardinal à queue annelée. Cette espèce présente une large distribution dans l'Indopacifique et possède des épines venimeuses dans ses nageoires.